# کرایسلر ولیانت چارجر

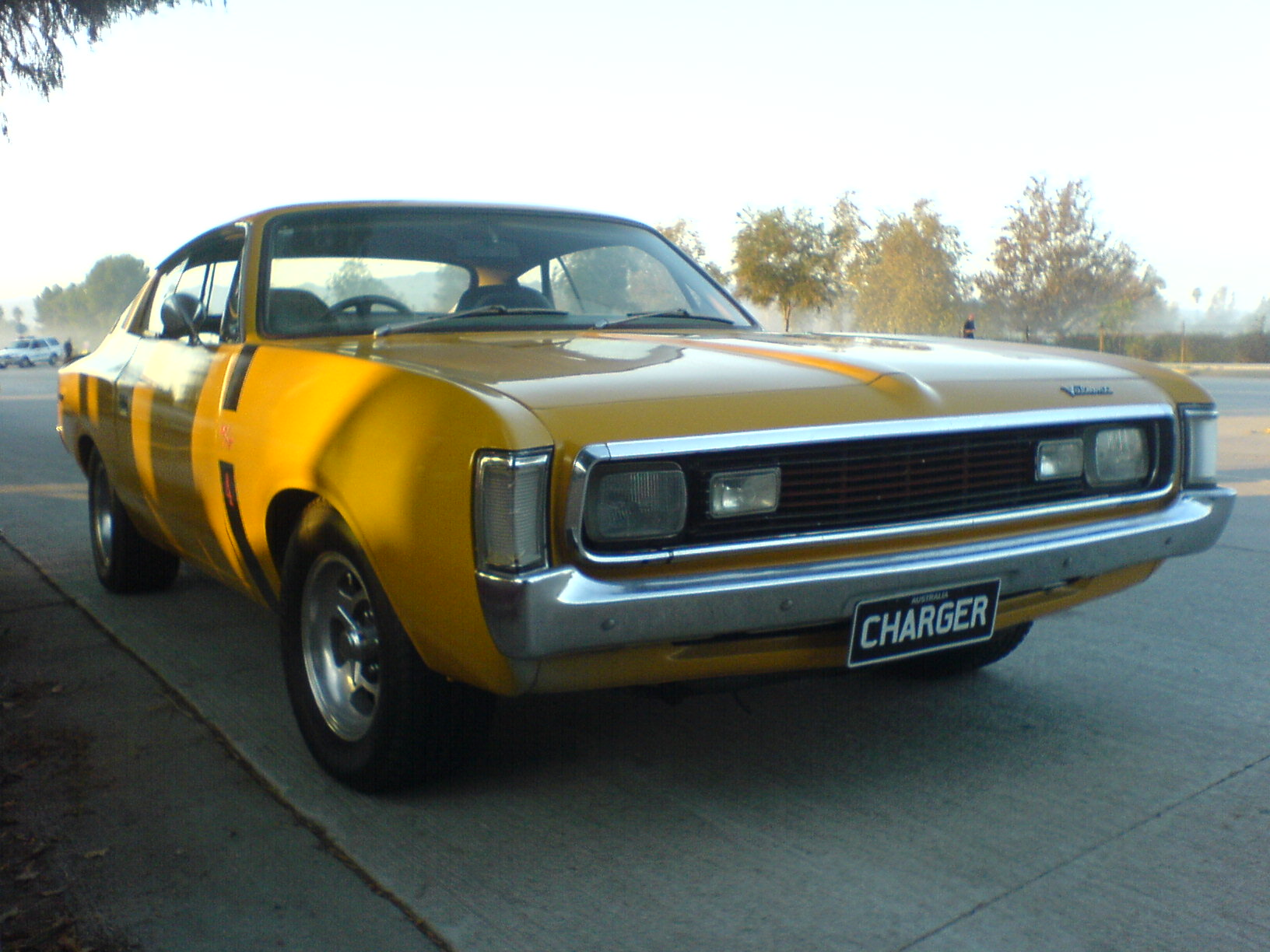

کرایسلر ولیانت چارجر (Chrysler Valiant Charger) نام یک اتومبیل ساخت شرکت کرایسلر است که در سال‌های ۱۹۷۱–۱۹۷۸تولید شده‌است. 
این خودرو در کلاس خودرو عضلانی قرار گرفته، طراحی آن خودروهای موتور جلو-محور عقب بوده است. 